# Inet
Inet är ett svenskt e-handels- och detaljhandelsföretag, dotterbolag till Inet Holding AB, huvudsakligen ägt av investmentbolaget Creades AB. Företaget startades 2000 och har sitt huvudkontor i Sisjöns industriområde i Göteborg. Företagets VD är Erik Wickman. Företaget omsatte 2021, 1 522 miljoner kronor och hade 105 anställda. Inets maskot är Dr. Inet, en vithårig man med glasögon. 

## Utmärkelser
Inet har flera gånger belönats med utmärkelser för sitt arbete baserat på sina kunders omdömen.
- 2007 - "Årets E-handlare" i kategorin "Datorprodukter" av Pricerunner.[5]
- 2008 - "Årets Datorbutik" av Sweclockers.com.[6]
- 2009 - "Årets Datorbutik" av Sweclockers.com.[7]
- 2010 - "Årets Nätbutik" av Prisjakt.[8]
- 2010 - "Årets Datorbutik" av Sweclockers.com.[9]
- 2011 - "Årets Nätbutik" av Prisjakt.[10]
- 2011 - "Årets Datorbutik" av Sweclockers.com.[11]
- 2012 - "Bäst Kundservice" av Prisjakt.[12]
- 2012 - "Årets Nätbutik" av Prisjakt.[12]
- 2012 - "Årets E-handlare" i kategorin "Datorprodukter" av Pricerunner.[13]
- 2012 - "Årets Datorbutik" av Sweclockers.com.[14]
- 2013 - "Årets Nätbutik" av Prisjakt.[15]
- 2013 - "Årets E-handlare" i kategorin "Datorprodukter" av Pricerunner.[16]
- 2013 - "Årets Datorbutik" av Sweclockers.com.[17]
- 2014 - "Årets Nätbutik" i kategorin "Datorer och Mobilt" av Prisjakt.[18]
- 2014 - "Årets E-handlare" i kategorin "Datorprodukter" av Pricerunner.[19]
- 2014 - "Årets Datorbutik" av Sweclockers.com.[20]
- 2015 - "Årets E-handlare" i kategorin "Datorprodukter" av Pricerunner.[21]
- 2015 - "Årets Datorbutik" av Sweclockers.com.

- 2016 - "Årets Nätbutik" i kategorin "Datorer och mobilt" av Prisjakt.[22]

- 2016 - "Årets E-handlare" i kategorin "Datorprodukter" av Pricerunner.[23]

- 2017 - "Årets E-handlare" i kategorin "Datorprodukter" av Pricerunner.[24]

- 2017 - "Årets Nätbutik" i kategorin "Datorer och mobilt" av Prisjakt.[25]

- 2018 - "Årets E-handlare" i kategorin "Datorprodukter" av Pricerunner.[26]

- 2018 - "Årets Nätbutik" i kategorin "Datorer och mobilt" av Prisjakt. [27]

- 2019 - "Årets E-handlare" i kategorin "Datorprodukter" av Pricerunner.[28]

- 2019 - "Årets Datorbutik" av Sweclockers.com.[29]

- 2019 - "Årets Nätbutik" i kategorin "Datorer och Mobilt" av Prisjakt.[30]

- 2020 - "Årets E-handlare" i kategorin "Datorprodukter" av Pricerunner.[31]

- 2020 - "Årets Nätbutik" i kategorin "Datorer och Mobilt" av Prisjakt.[32]

- 2020 - "Årets Datorbutik" av Sweclockers.com.[33]

- 2021 - "Årets E-handlare" i kategorin "Datorprodukter" av Pricerunner.[34]
- 2021 - "Årets Butik", "Årets Onlinevaruhus", "Årets Butik" i kategorin "Datorer och Tillbehör" samt "Årets Butik" i kategorin "Mobiltelefoner" av Prisjakt.[35]
- 2021 - "Årets Datorbutik" av Sweclockers.com.[36]
- 2022 - "Årets E-handlare" i kategorin "Datorprodukter" av Pricerunner.[37]
- 2022 - "Årets Butik" & "Årets Butik" i kategorin "Datorer och Tillbehör" av Prisjakt.[38]
- 2023 - "Årets E-handlare" i kategorin "Datorprodukter" av Pricerunner.[39]
- 2023 - "Årets Butik" i kategorin "Datorer och Tillbehör" & "Årets Butik - 2:a plats" av Prisjakt.[40]
- 2024 - "Årets Butik" & "Årets Butik" i kategorin "Datorer och Tillbehör" av Prisjakt.[41]

## Historik
- 2000 - Inet grundas och första butiken öppnas på Ringön.
- 2003 - Inets webbutik lanseras.
- 2005 - Butik öppnas i Sisjöns industriområde, Göteborg.
- 2007 - Butik öppnas i Uddevalla.
- 2011 - Butik öppnas vid Hötorget, Stockholm.[42]
- 2012 - Butik öppnas i Malmö.[43]
- 2015 - Creades förvärvar Inet.[44] Butik öppnas i Barkarby, Stockholm.[45]